# Астрономический компас
Астрономический компас — прибор для определения направления на стороны света через определение направления на какое-либо небесное тело, например Солнце. Для определения направления посредством астрономического компаса требуется знание даты и точного времени суток, в соответствии с которым вычисляется азимут светила в точке предполагаемого местоположения наблюдателя, после чего путём определения разности между ними находится курс. Астрономический компас может быть неавтоматическим (то есть требующим ручного наведения на светило), полуавтоматическим (осуществляющим пеленгацию — то есть слежение за выбранным светилом) и автоматическим.
Преимущество астрокомпаса в возможности определения курса на любых скоростях и в любых широтах, в том числе вблизи магнитных полюсов. Также на его работу не влияют магнитные поля и металлические предметы (в отличие от магнитного) и резкие изменения курса (в отличие от гирокомпаса). Астрокомпас можно использовать для навигации в космосе. Главный недостаток астрокомпаса в том, что им невозможно пользоваться при отсутствии прямой видимости небесного тела, например в пасмурную погоду.